# Kurt Budewell

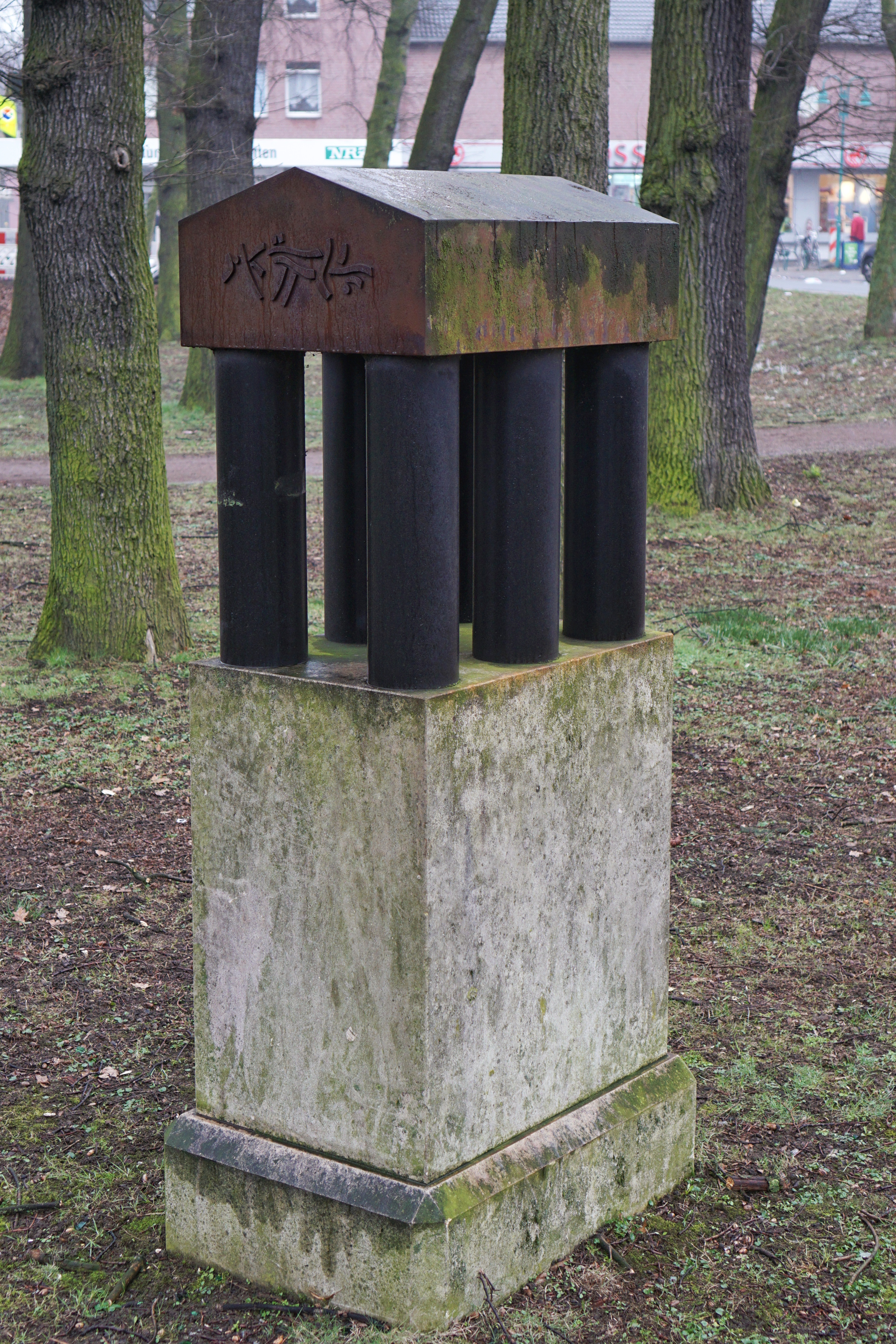
Plastik Tempel einer unbekannten Göttin (1992), Duisburg-Vierlinden

Kurt Budewell (* 15. Juni 1924 in Duisburg; † 3. August 2007 daselbst) war ein deutscher Maler, Grafiker und Objektkünstler.

## Leben und Werk
Kurt Budewell wurde im Duisburger Stadtteil Neuenkamp geboren und verzog 1933 mit seinen Eltern nach Berlin. Nach einer Lehre als Plakatmaler von 1938 bis 1941 wurde er 1942 zum Kriegsdienst eingezogen. Aus der Kriegsgefangenschaft kehrte er 1947 nach Deutschland zurück. Er besuchte von 1948 bis 1949 die Werkkunstschule Krefeld und machte sich 1952 als freiberuflicher Maler und Grafiker selbständig. In den 1960er Jahren verstärkte er seine künstlerische Tätigkeit.
Bekannt sind seine Zeichnungen und Grafiken, die technoid-technische Gebilde zum Motiv hatten, sowie seine Objektkästen, die als individuelle Archive angelegt waren.
Ab 1984 lebte und arbeitete er im Dreigiebelhaus in Duisburg.

## Ausstellungen
- 1977: Kurt Budewell: ich versuchte, mich in meine eigene Lage zu versetzen, Wilhelm-Lehmbruck-Museum der Stadt Duisburg
- 1986: Kurt Budewell, Arbeiten aus Holz 1973-1986,  Niederrheinischer Kunstverein, Haus im Park Emmerich
- 2008/2009: Kurt Budewell (1924–2007), Wilhelm-Lehmbruck-Museum der Stadt Duisburg
- 2009: Kurt Budewell. Zeichnungen – Reliefs – Gemälde, Werke aus vier Jahrzehnten, Städtisches Museum Kalkar[1]
- Seit 2012 sind Teile seiner Werke als Leihgabe der Familie Budewell im Kolumbarium Duisburg zu sehen

## Kataloge
- Ich versuchte, mich in meine eigene Lage zu versetzen.  Wilhelm-Lehmbruck-Museum der Stadt Duisburg, 1977.
- Kurt Budewell, Arbeiten aus Holz 1973-1986,  Niederrheinischer Kunstverein, Haus im Park Emmerich, 1986.
- Karlheinz Nowald:  Plastiken und Objekte Bestandskatalog, Wilhelm-Lehmbruck-Museum der Stadt Duisburg, 1978, S. 29.